# Шумшеваши (Аликовский район)
Шумшева́ши (чув. Шӗмшеш) — село в Аликовском муниципальном округе Чувашской Республики. Являлось административным центром Шумшевашского сельского поселения до его упразднения в 2022 году.

### Климат
Климат умеренно континентальный с продолжительной холодной зимой и тёплым летом. Средняя температура января −12,9 °C, июля 18,3 °C, абсолютный минимум достигал −44 °C, абсолютный максимум 37 °C. За год в среднем выпадает до 552 мм осадков.

## Инфраструктура
В селе функционирует средняя образовательная школа, дом культуры. Село в основном газифицировано.

## Религия
Из записей священника Шумшевашской церкви Николая Лаврентьевича: 
"… каменная церковь построена в 1881 году на средства прихожан, трёхпрестольная во имя Святой Троицы, с левой стороны — в честь Покрова Пресвятой Богородицы, с правой — во имя святого Николая Чудотворца.
1740 год — открытие Шумшевашской церкви.
Церковь каменная, тёплая, длина с колокольней 15,5 сажень, наибольшая ширина 9 сажень, высота до верхнего карниза 5 сажень. На церкви 5 глав. Иконостас главного храма 7 сажень 1 аршин, высота 3 сажени 15 аршин. Колокольня двухъярусная, высота 7 сажень. Приходских поселений 14. Значительные утраты в советское время, частично восстановлена, ныне действующая.